# Timeo hominem unius libri
Тimeo hominem unius libri лат. (изговор: tимео хоминем униjус либри). Бојим се човјека од једне књиге. (Тома Аквински)

## Изворно значење
Опаснији је (противник) човјек који је темељито прочитао једну књигу, па много зна, него онај који је површно прочитао много књига, па ништа не зна.

## Данашње значење
Данас се ова изрека употребљава и у другом смислу, као упозорење на опасност од оних који су прочитали само једну књигу , тј. који су полуобразовани.